# Aartsbisdom Sant'Angelo dei Lombardi-Conza-Nusco-Bisaccia
Het aartsbisdom Sant’Angelo dei Lombardi-Conza-Nusco-Bisaccia (Latijn: Archidioecesis Sancti Angeli de Lombardis-Compsana-Nuscana-Bisaciensis; Italiaans: Arcidiocesi di Sant’Angelo dei Lombardi-Conza-Nusco-Bisaccia) is een in Italië gelegen rooms-katholiek aartsbisdom met zetel in de stad Sant'Angelo dei Lombardi in de provincie Avellino. Het aartsbisdom behoort tot de kerkprovincie Benevento, en is samen met de bisdommen Ariano Irpino-Lacedonia, Avellino en Cerreto Sannita-Telese-Sant’Agata de’ Goti en de territoriale abdij Montevergine, suffragaan aan het aartsbisdom Benevento. Patroon is de aartsengel Michael.

## Geschiedenis
Het bisdom Conza werd in de 8e eeuw opgericht en in de 11e eeuw tot aartsbisdom verheven. Op 27 juni 1818 werd het samengevoegd met het bisdom Campagna. Op 30 september 1921 werd Campagna weer afgesplitst als zelfstandig aartsbisdom. Tegelijkertijd werd het bisdom Sant’Angelo dei Lombardi-Bisaccia aan het aartsbisdom toegevoegd. Op 30 september werd het bisdom Nusco toegevoegd.
In 1950  telde het aartsbisdom 91.646 katholieken (99,7% van de bevolking), verdeeld in 22 parochies met 68 priesters en 73 religieuzen.  In 2002 telde het aartsbisdom  85.000 katholieken  (99,4% van de bevolking), verdeeld in 45 parochies met  68 priesters en 83 religieuzen. In 2002 verloor het aartsbisdom de status van metropool en werd het suffragaan aan het aartsbisdom Benevento.

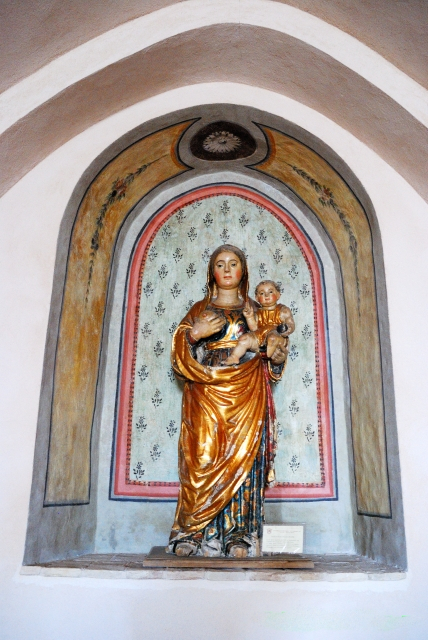
Mariabeeld in de kathedraal van Sant'Angelo dei Lombardi
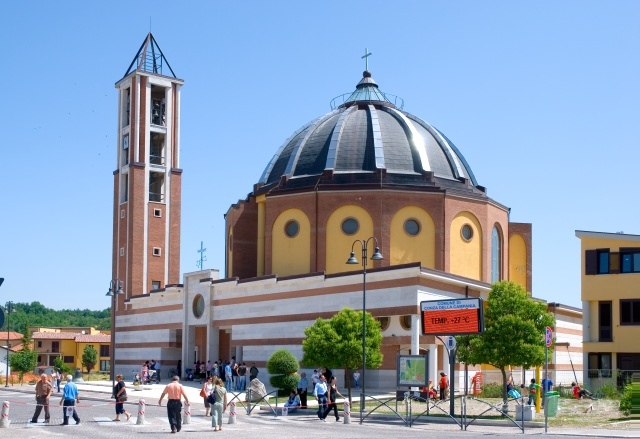
Cokathedraal van Conza
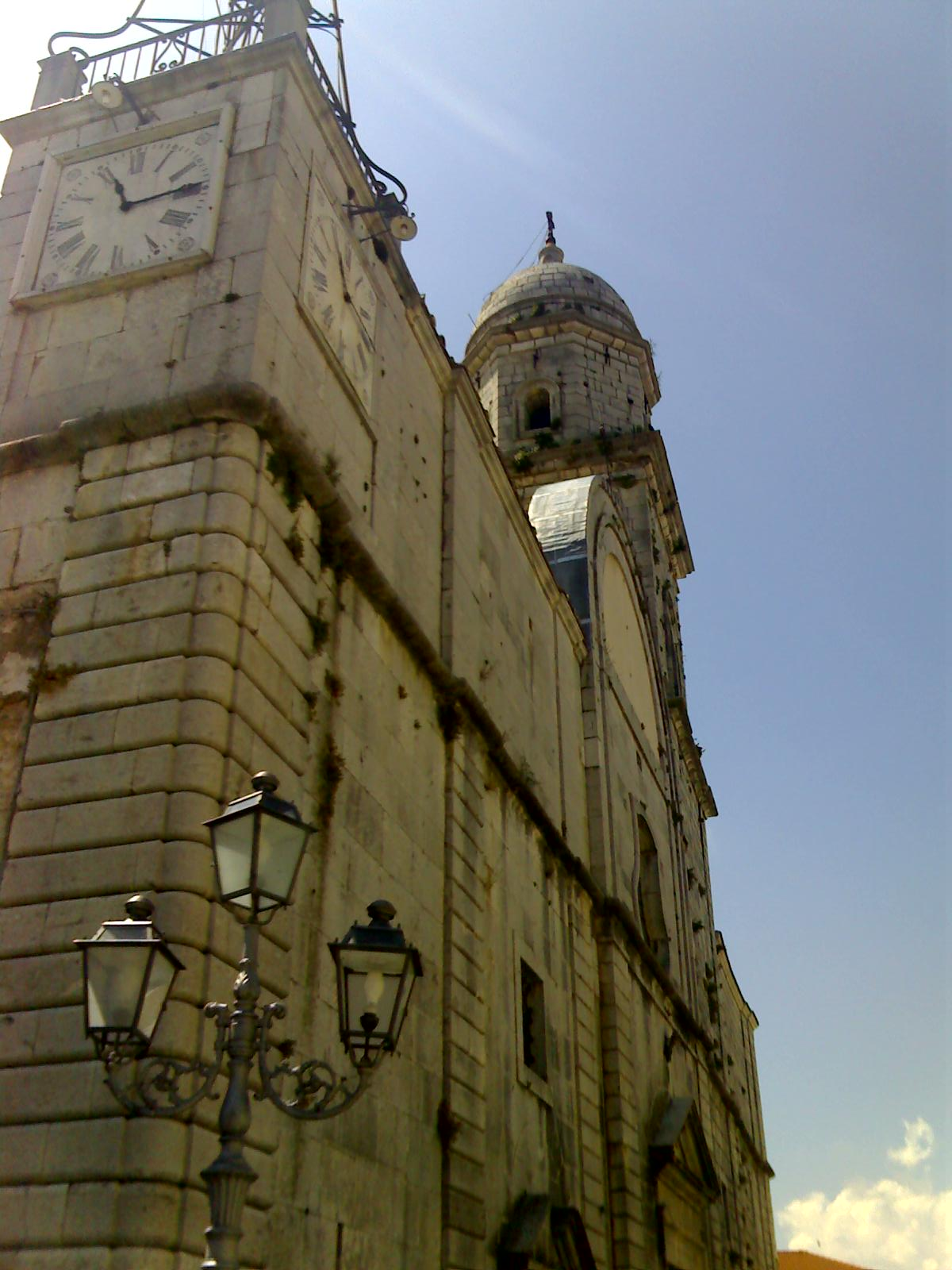
Cokathedraal van Nusco

## Aartsbisschoppen
1. Niccolò Caetani di Sermoneta, 1539-1546
2. Alfonso Gesualdo di Conza (Gonza), 1564-1572
3. Gioacchino Maria Mancusi, 1805-1811
4. Grigorio De Luca, 1850-1878
5. Salvatore Nappi, 1878-1896
6. Antonio Buglione, 1896-1904
7. Nicola Piccirilli, 1904-1917
8. Carmine Cesarano C.SS.R., 1918-1921
9. Giulio Tommasi, 1921-1936
10. Aniello Calcara, 1937-1940
11. Antonio Melomo, 1940-1945
12. Cristoforo Demonico Carullo O.F.M., 1946-1968
13. Gastone Mojaisky-Perrelli, 1973-1978
14. Mario Miglietta, 1978-1981
15. Antonio Nuzzi, 1981-1988
16. Mario Milano, 1989-1998
17. Salvatore Nunnari, 1999-2004
18. Francesco Alfano, 2005-2012
19. Pasquale Cascio, 2012-heden